# Stanley Amuzie
Stanley Amuzie (sinh ngày 28 tháng 2 năm 1996) là một cầu thủ bóng đá người Nigeria thi đấu ở vị trí hậu vệ cho Lugano theo dạng cho mượn từ Sampdoria.

## Sự nghiệp quốc tế
Amuzie được lựa chọn vào Đội tuyển bóng đá U-23 quốc gia Nigeria trong đội hình sơ loại 35 người chuẩn bị cho Thế vận hội Mùa hè 2016. Anh ra mắt cho Đội tuyển bóng đá quốc gia Nigeria trong trận hòa 1-1 tại Vòng loại Cúp bóng đá châu Phi 2017 trước Ai Cập vào ngày 25 tháng 3 năm 2016.